# Sinal de Piskacek
Na medicina, o sinal de Piskacek é um sinal que indica probabilidade de gravidez. Ele consiste na assimetria temporária do útero durante o início da gestação, que ocorre pois o útero começa a se desenvolver primeiro na região onde o embrião se implanta. Costuma ser percebido a partir de 8 semanas de gestação.